# Questioni di stile (programma televisivo)
Questioni di stile è stato un programma televisivo italiano di genere talk show e contenitore, andato in onda in seconda serata su Rai 2 dal 26 settembre al 31 ottobre 2024 con la conduzione di Elisabetta Gregoraci.

## Il programma
Il programma, realizzato dalla direzione intrattenimento della Rai con Bug e curato da Malatempora, raccontava le ultime tendenze del mondo della moda.

## Cast
Inviati
- Laura Barth
- Elena Barolo
- Federica Cacciola
- Gianpaolo Gambi
- Marialuisa Malvone
- Romina Pierdomenico

## Edizioni
| Edizione | Anno | Conduzione           | Periodo           | Periodo         | Puntate | Regia         |
| Edizione | Anno | Conduzione           | Inizio            | Fine            | Puntate | Regia         |
| -------- | ---- | -------------------- | ----------------- | --------------- | ------- | ------------- |
| 1ª       | 2024 | Elisabetta Gregoraci | 26 settembre 2024 | 31 ottobre 2024 | 6       | Franco Bianca |

## Puntate e ascolti

### Prima edizione (2024)
La prima edizione di Questioni di stile è andata in onda ogni giovedì in seconda serata su Rai 2 dal 26 ottobre al 31 ottobre 2024 per sei puntate con la conduzione di Elisabetta Gregoraci.
| Puntata | Messa in onda     | Ascolti        | Ascolti | Ascolti |
| Puntata | Messa in onda     | Telespettatori | Share   | Fonte   |
| ------- | ----------------- | -------------- | ------- | ------- |
| 1       | 26 settembre 2024 | 258 000        | 2,95%   | [ 7 ]   |
| 2       | 3 ottobre 2024    | 84 000         | 1,45%   | [ 8 ]   |
| 3       | 10 ottobre 2024   | 87 000         | 1,38%   | [ 9 ]   |
| 4       | 17 ottobre 2024   | 84 000         | 1,45%   | [ 10 ]  |
| 5       | 24 ottobre 2024   | 114 000        | 1,89%   | [ 11 ]  |
| 6       | 31 ottobre 2024   | 102 000        | 1,59%   | [ 12 ]  |
| Media   | Media             | 121 000        | 1,79%   |         |

## Audience
| Edizione | Rete televisiva | Anno | Stagione | Orario      | Durata | Programmazione | Programmazione | Programmazione | Programmazione | Programmazione | Programmazione | Programmazione | Collocazione   | Media auditel  | Media auditel | Premiere       | Premiere | Finale         | Finale |
| Edizione | Rete televisiva | Anno | Stagione | Orario      | Durata | L              | M              | M              | G              | V              | S              | D              | Collocazione   | Telespettatori | Share         | Telespettatori | Share    | Telespettatori | Share  |
| -------- | --------------- | ---- | -------- | ----------- | ------ | -------------- | -------------- | -------------- | -------------- | -------------- | -------------- | -------------- | -------------- | -------------- | ------------- | -------------- | -------- | -------------- | ------ |
| 1ª       | Rai 2           | 2024 | autunno  | 00:05-01:15 | 70 min |                |                |                |                |                |                |                | Seconda serata | 121 000        | 1,79%         | 258 000        | 2,95%    | 102 000        | 1,59%  |